# Zevenbandgordeldier
Het zevenbandgordeldier (Dasypus septemcinctus) is een zoogdier uit de familie Dasypodidae. De wetenschappelijke naam van de soort werd gepubliceerd door Carl Linnaeus in 1758 in de tiende editie van Systema naturae.
Het is de kleinste soort van het geslacht Dasypus, met zes of zeven ten opzichte van elkaar beweegbare bandvormige panserplaten op de rug en een van boven afgeplat pantser op de schedel. De soort komt voor van de evenaar tot ongeveer 39° zuiderbreedte in Brazilië, Oost-Paraguay, Bolivia, Uruguay en Argentinië waar deze wordt waargenomen in savannes, graslanden, bossen en verstoorde habitats. Het zevenbandgordeldier is overdag actief en voedt zich voornamelijk met insecten die meestal worden opgegraven. De soort is geclassificeerd als niet-bedreigde soort. De belangrijkste bedreigingen zijn jacht en verlies van leefgebied.

## Beschrijving
Het zevenbandgordeldier is de kleinste soort van het geslacht met een totale lengte van kop en lichaam van 38–53 cm en een lichaamsgewicht tot 2,5 kg. Mannetjes en vrouwtjes hebben ongeveer hetzelfde gewicht en uiterlijk. Alle Dasypus-soorten hebben kegelvormige koppen met een lange, buisvormige snuit. De conische oren bevinden zich bij elkaar op de bovenkant van de kop. De snuit maakt 50-60% van de schedellengte uit. Vanaf de zijkant gezien is de bovenkant van de schedel recht. Het zevenbandgordeldier en de andere soorten van het geslacht Dasypus hebben als enige vertegenwoordigers van de superorde Xenarthra zowel melktanden als een volwassen gebit. Volwassen zevenbandgordeldieren hebben meestal zowel links als rechts acht gebitselementen in de boven- en de onderkaak, maar dat kunnen er ook zeven of zes zijn. Bij jongen van twee weken oud zijn er boven vijf en onder zes gebitselementen gedeeltelijk doorgebroken. De achterste kies breekt het laatst door. De elementen in het blijvende gebit zijn allemaal kiesvormig en hebben elk twee wortels. De bovenkiezen staan uitsluitend ingeplant op het bovenkaakbeen. Net als bij alle gordeldieren is de huid voor een groot deel bedekt met een benig schild van schubben of osteodermen. Bij de soorten van het geslacht Dasypus wordt het uitwendige oppervlak van elke osteoderm bedekt door meerdere verhoornde schubben. Het schild varieert van uniform grijsachtig tot bruingrijs, sommige individuen vertonen een subtiele geelachtige zijstreep. Het schild is verdeeld in schouder- en bekkenschilden, gescheiden door - bij het zevenbandgordeldier - zes tot zeven dwarse beweegbare banden. De achterste rand van het schouderpantser heeft 47-68 schubben, de vierde beweegbare band telt 43-59 schubben en er zijn negen tot dertien concentrische ringen die 56% tot 76% van de lengte van de staart beslaan. De borst en buik zijn niet bedekt door schubben, maar hebben een dikke huid die met gelig of wittig haar bedekt is. Alle gordeldieren hebben vier tepels. Het dier heeft vier vingers aan de voorpoot, de tweede en derde vingers zijn het langst en hebben bescheiden klauwen. De achterpoten hebben vijf tenen. Het zevenbandgordeldier heeft dertien staartwervels. Het zevenbandgordeldier heeft naast de anus aan elke kant een geurklier en bovendien een slijmklier die uitmondt in het rectum die omgeven wordt door lymfklierweefsel en is ingebed in de spieren.

### Ontwikkeling
Twee jongen uit een dierentuin wogen na zestien dagen ruim 70 g, na een maand waren ze bijna 12 cm lang en wogen ze bijna 100 g, na twee maanden hadden ze een lengte van ongeveer 16 cm en wogen tweeënhalf tot drie ons, na drie maanden ruim 21 cm en ongeveer zes ons.

### Chromosomen
Dasypus septemcinctus heeft tweeëndertig sets van twee homologe chromosomen (2n=64).

### Verschillen tussen de ondersoorten
D. septemcinctus subsp. septemcinctus is kleiner dan D. septemcinctus subsp. hybridus in de meeste maten van het lichaam en de schedel. De lengte van de achtervoet bij subsp. septemcinctus is 3,0-6,5 cm (gemiddeld 5,0), bij subsp. hybridus 4,0-7,2 cm (6,1) en bij subsp. cordobensis 4,8-6,0 cm (5,6). De lengte van het schouderschild bij subsp. septemcinctus is 5,5-8,3 mm (6,8) en bij subsp. hybridus 6,2-9,3 cm (7,9). Het aantal schubben op de derde beweegbare band bij subsp. septemcinctus is 4,3-5,7 cm (4,8), bij subsp. hybridus 4,8-6,0 cm (5,3) en bij subsp. cordobensis 5,0-5,4 cm (5,2). De grootste schedellengte bij subsp. septemcinctus is 6,5±0,5 cm en bij subsp. hybridus 7,1±0,4 cm. De lengte van de onderkaak bij subsp. septemcinctus is 5,0 ± 0,4 cm en bij subsp. hybridus 5,6 ± 0,3 cm. Het oor bij subsp. septemcinctus is 2,6-3,5 cm (3,0) lang en bij subsp. cordobensis 2,1-2,4 cm (2,2). Het bekkenschild bij subsp. septemcinctus is 6,7-9,7 cm (8,0) lang en bij subsp. cordobensis 6,0-7,7 cm (6,8).

### Verschillen met verwante soorten
Dasypus mazzai en het savannegordeldier (D. sabanicola) hebben tot negen beweegbare banden in plaats van zes of zeven. Het zevenbandgordeldier is veel kleiner dan het negenbandgordeldier (D. novemcinctus) van ongeveer 75 cm lang, die een langere staart heeft dan de kop en acht tot tien beweegbare banden. Het Kapplergordeldier (D. kappleri), D. beniensis en D. partasae zijn langer dan 80 cm, hebben goed ontwikkelde knieschubben, een slecht ontwikkelde achterhoofdskwab op het kopschild en vijf vingers aan de voorvoet.

## Taxonomie
Het zevenbandgordeldier werd voor het eerst geldig voor de wetenschap beschreven door Carl Linnaeus in de tiende gewijzigde druk van zijn boek Systema naturae uit 1758, dat geldt als het beginpunt van de zoölogische nomenclatuur. Linnaeus gaf deze de wetenschappelijke naam Dasypus septemcinctus. Hij verkeerde in de veronderstelling dat het dier afkomstig as uit India, maar Johann Christian Polycarp Erxleben stelde in 1777 vast dat de exemplaren waarop Linnaeus zich heeft gebaseerd in plaats daarvan waren verzameld in de Brazilië, en volgens Ángel Cabrera was dat in de staat Pernambuco. In 1804 onderscheidde Anselme Gaëtan Desmarest een afwijkende vorm als Loricatus hybridus. Paul Gervais beschreef in 1855 een ander exemplaar dan Desmarest dat hij Cachicama hybridus noemde. De Britse zoöloog John Edward Gray gaf de naam Muletia septemcincta in 1874. August von Pelzeln deelde de soort van Gervais in als Praopus hybridus in 1883. In 1889 beschreef de Amerikaanse paleontoloog Edward Drinker Cope Tatusia megalolepis op basis van een exemplaar uit de Mato Grosso. In 1894 onderscheide Samuel Nichelson Rhoads een exemplaar verzameld in de Braziliaanse staat Bahia als Tatusia (Muletia) propalatum. José Yepes deelde in 1928 zowel het exemplaar van Cope als dat van Rhoads in bij het geslacht Dasypus en creëerde zo D. megalolepis en D. propalatus. Anderson Feijó meende in 2019 dat het zevenbandgordeldier zodanig afwijkt van andere soorten in het geslacht dat deze in een apart ondergeslacht moest worden ondergebracht en maakte zo de combinatie Dasypus (Muletia) septemcinctus. Hij onderscheidde drie ondersoorten: D. septemcinctus subsp. cordobensis uit de omgeving van Córdoba in Argentinië, D. septemcinctus subsp. hybridus uit Uruguay en D. septemcinctus subsp. septemcinctus.

### Naamgeving
De soortaanduiding septemcinctus is de samentrekking van de Latijnse woorden septem (zeven) en cinctus (gordel) hetgeen verwijst naar de zes of zeven gordels van het rugpantser. Het dier wordt mulita of mulita chica genoemd in het Spaans, tatu-mirim, também chamado tatuí, mulita, tatu-mula, muleta en tatu-china in het Portugees, waarbij het woord tatu van oorsprong komt uit de Tupi-Guarani talen.

### Ondersoorten
Er worden drie ondersoorten ondercheiden:
- Dasypus septemcinctus septemcinctus Linnaeus, 1758 – komt voor in Brazilië ten noorden van Rio Grande do Sul, het oosten van Bolivia en Paraguay.
- Dasypus septemcinctus cordobensis Feijó, Patterson & Cordeiro-Estrela, 2018 – komt voor in noordelijk Argentinië (provincie Córdoba).
- Dasypus septemcinctus hybridus Desmarest, 1804 (Zuidelijk gordeldier) – komt voor in Uruguay, het zuidoosten van Paraguay, noordoosten van Argentinië en het zuiden van Brazilië.

## Verspreiding, populatieomvang en bescherming
Het zevenbandgordeldier heeft de meest zuidelijke verspreiding van het geslacht, van de evenaar tot 39° zuiderbreedte, en komt voor in Brazilië, Paraguay, Bolivia, Uruguay en Argentinië. De ondersoort septemcinctus komt voor in Brazilië, Oost-Paraguay, Oost-Bolivia en een klein gebied in het noorden van Argentinië. In Brazilië is deze ondersoort wijdverbreid in de centrale en zuidelijke delen van het Atlantische Woud, in de Cerrado en Caatinga, en in de Amazonegebied ten oosten van de Madeira en ten zuiden van de benedenloop van de Amazonerivier. De soort komt echter niet voor in het noordelijke deel van het Atlantisch Woud. In Paraguay komt deze ondersoort alleen voor in het Atlantische Woud en in de vochtige Chaco ten oosten van de Paraguay rivier. Ook in Bolivia is het zevenbandgordeldier beperkt tot het oostelijke deel, in open terreinen. De ondersoort hybridus komt voor tussen 23° en 39° zuiderbreedte in Brazilië, Uruguay en Argentinië. De ondersoort cordobensis is alleen bekend uit Cordoba in Argentinië. Er zijn nog geen fossielen van het zevenbandgordeldier gevonden. Het zevenbandgordeldier komt voor in verschillende habitats in tropische en subtropische gebieden. De soort lijkt de voorkeur te geven aan open gebieden, maar is gemeld in bossen en in matig tot sterk verstoorde gebieden. Het werd ook geregistreerd in het Araucaria-bos, dennenplantages, in open gebieden in Zuid-Brazilië, savannegraslanden in een Cerrado-regio, in open regenwoudgebieden (Floresta Ombrofila Aberta) in het amozonegebied en in de savanneformaties van Bolivia.
In de Cerrado van Centraal-Brazilië werd ongeveer een individu gevonden op elke 3 ha, evenveel mannetjes als vrouwtjes, en dat is ongeveer twee maal zo veel als het zesbandgordeldier, Euphractus sexcinctus in het zelfde gebied. Jongen en volwassenen werden in een savannegebied ongeveer even vaak gevangen. De biomassa van D. septemcinctus in de Cerrado werd geschat op 0,2 kg/ha. De afstand die vijf dieren in een savannegebied gedurende een jaar dagelijks aflegden variërend van 30 tot 280 m. In gevangenschap leefde een exemplaar bijna 17 jaar.
De ondersoort septemcinctus is geclassificeerd als minst zorgwekkend door de IUCN vanwege het grote verspreidingsgebied, de veronderstelde grote populaties en de aanwezigheid in beschermde gebieden. Deze ondersoort is niet opgenomen op de Rode Lijsten van Brazilië, Bolivia en Paraguay als bedreigde soort. De ondersoort hybridus is geclassificeerd als gevoelig. De status van subsp. cordobensis is nog niet beoordeeld. Net als bij andere gordeldieren, zijn de belangrijkste bedreigingen jacht en verlies van leefgebied. Gordeldieren van het geslacht Dasypus worden in Zuid-Amerika vaak bejaagd. Er zijn meldingen van doodgereden dieren uit verschillende regio's van Brazilië.

## Gedrag
Het zevenbandgordeldier is meestal overdag actief en wordt gezien tussen acht uur 's ochtends en half zeven 's avonds in savannegebieden in centraal Brazilië, en tussen zes uur 's ochtends en twee uur 's middags in de Cerrado bij São Paulo. Bij gevaar rent het dier naar het dichtstbijzijnde hol of verstopt zich in het bladafval. Het hol heeft maar één ingang die een doorsnede heeft van tien tot dertien cm. Aan het begin van het regenseizoen, tussen november en januari, worden tot vijf dieren gezien in kleine groepen in de savanne van Centraal-Brazilië. In gevangenschap is vastgesteld dat twee weken oude dieren al kunnen graven, lopen en de voorpoten kunnen gebruiken om het gezicht schoon te maken. Voor de ontlasting wordt een ondiepe kuil gegraven en de grond wordt weggeschopt met de achterpoten. Binnen drie weken vertonen de jongen al het typische gordeldiergedrag door zich op te heffen op de achterpoten om de lucht te ruiken. In de vijfde week begint het dier met het markeren van het territorium door het onderlijf over de grond te slepen. Wanneer het dier wordt bedreigd, kan het de anaalklieren legen als een verdedigingsmechanisme. De geurstof is voor mensen echter niet onaangenaam.

### Voortplanting
De dieren planten zich voort vanaf een leeftijd van een jaar. De draagtijd is ongeveer 132 dagen, maar het vrouwtje kan de innesteling van de foetussen uitstellen zodat er aanmerkelijk meer tijd kan verstrijken tussen bevruchting en geboorte. Bij de innesteling deelt de blastula zich zodat zich diverse foetussen ontwikkelen. In het savannegebieden van Centraal-Brazilië is vastgesteld dat vrouwtjes zwanger waren in juni, en zogen in het regenseizoen dat loopt van november tot en met januari. Jongen werden voor het eerst gezien in december. Een nest bestaat meestal uit vier tot acht, bij uitzondering tot twaalf eeneiige meerlingen.

### Voedsel
Het zevenbandgordeldier spoort zijn voedsel voornamelijk op met zijn reukvermogen. Het eet allerlei insecten, maar ook plantaardig materiaal zoals zaden en fruit. In centraal Brazilië bestond het dieet voor ongeveer 60% uit insecten, zo'n 7% andere geleedpotigen inclusief spinnen, aangevuld met ongeveer 33% Miconia-zaden, wortels en blad. De meest geconsumeerde insecten waren mieren en termieten. Het dier eet ook aas.

## Ecologie
Er is weinig bekend over de interacties van het zevenbandgordeldier met andere soorten. Er is gezien dat het voedsel zocht op 5 m van een zesbandgordeldier en dat het het gebruik maakt van holen van andere gordeldiersoorten. Het dier valt soms ten prooi aan de hond en aan de manenwolf (Chrysocyon brachyurus). Andere natuurlijke predatoren die in het verspreidingsgebied van het zevenbandgordeldier voorkomen zijn de poema (Puma concolor), jaguar (Panthera onca), azaravos (Lycalopex gymnocercus), savannevos (Cerdocyon thous), ocelot (Leopardus pardalis), geoffroykat (L. geoffroyi), tijgerkatten (Leopardus emiliae en L. guttulus), de marterachtige Galictis cuja en allerlei roofvogels. Het ligt voor de hand dat het zevenbandgordeldier regelmatig gegrepen wordt door deze soorten. Wanneer ze worden achtervolgd, trekken ze zich terug in een hol en zetten zich klem, waardoor het voor roofdieren moeilijk wordt om ze uit hun hol te verwijderen.

## Interactie met de mens
Het zevenbandgordeldier wordt bejaagd door Xavante indianen in centraal West-Brazilië en door de lokale bevolking in het Caatinga gebied in het noordoosten van Brazilië. Het vlees wordt gegeten, en de dieren worden gebruikt voor medicinale doeleinden en voor versiering door inheemse bevolking en plaatselijke bewoners. Net als bij het negenbandgordeldier worden de staart, het vlees en het vet in de Caatinga gebruikt als populair (volks)medicijn voor de behandeling van oorpijn, doofheid, brandwonden, ontsteking, reuma, wondroos, huidproblemen, aandoeningen van de luchtwegen, keelpijn, slangenbeten, astma en bronchitis. De jacht op gordeldieren is gangbaar in droge gebieden in het noordoosten van Brazilië. Jagers gebruiken vaak handgemaakte vuurwapens en honden. Ook worden zelf van gaas gemaakte cilindrische vallen geplaatst in de ingang van het hol. Het hol wordt soms onder water gezet om het dier er uit te jagen.